# HD 128402
HD 128402，又名BD+23 2710，SAO 83427、HR 5454，是一颗恒星，视星等为6.38，位于銀經29.44，銀緯66.05，其B1900.0坐标为赤經14h 31m 35.6s，赤緯+23° 66.05′ 8″。